# Словаци
Словаци (слч. Slováci) су западнословенски народ, који претежно живи у Словачкој, где чини око 80,7% становништва. Словаци су већим делом католичке, а мањим делом протестантске и православне вероисповести, а говоре словачким језиком, који спада у словенску групу индоевропске породице језика.
Према попису из 2011. године, у Војводини живи 50.321 Словака, а словачки језик је један од 6 службених језика ове покрајине. Средиште Словака у Војводини је Бачки Петровац.

## Име
Име Словак је изведено од *Slověninъ, множина *Slověně, старог имена Словена (Проглас, око 863). Оригинална основа је сачувана у свим словачким речима осим именице мушког рода; именица женског рода је Slovenka, придев је slovenský, језик је slovenčina а држава је Slovensko. Први писани придев slovenský (словачки) се помиње 1294. године (аd parvam arborem nystra slowenski breza ubi est meta).
Првобитни назив Словака Slověninъ/Slověně још је забележен у Пресбуршком латинско-чешком речнику (14. век), али је под утицајем чешког и пољског (око 1400.) промењено у словачки. Први писани помен новог облика на територији данашње Словачке потиче из Бардејова (1444, Nicoulaus Cossibor hauptman, Nicolaus Czech et Slowak, stipendiarii supremi). Помени у чешким изворима су старији (1375. и 1385.). Промена није везана за етногенезу Словака, већ искључиво за лингвистичке промене у западнословенским језицима. Реч Словак је касније коришћена и као заједнички назив за све Словене у чешком, пољском, а такође и словачком заједно са другим облицима.
На мађарском, словачки је Тот (пл: тоток ), егзоним. Првобитно се користио за означавање свих Словена укључујући Словенце и Хрвате, али је на крају почео да се односи првенствено на Словаке. Многа имена места у Мађарској, као што су Tótszentgyörgy, Tótszentmárton, Tótkomlós и даље носе то име. Тот је уобичајено мађарско презиме.
Словаци су се такође историјски различито називали Slovyenyn, Slowyenyny, Sclavus, Sclavi, Slavus, Slavi, Winde, Wende, или Wenden. Последња три термина су варијације германског израза Венди, који се историјски користио за означавање свих Словена који живе у близини германских насеља.

## Етногенеза
Рани Словени су дошли на територију Словачке у неколико таласа од 5. и 6. века и били су организовани на племенском нивоу. Оригинална племенска имена нису позната због недостатка писаних извора пре њихове интеграције у више политичке јединице. Слабљење племенске свести вероватно су убрзали Авари, који нису поштовали племенске разлике на контролисаној територији и мотивисали преостале Словене да се удруже и сарађују у њиховој одбрани. У 7. веку, Словени (вероватно укључујући и неке словачке претке) су основали већи племенски савез: Самово царство. Без обзира на Самово царство, процес интеграције се наставио на другим територијама различитим интензитетом.
Коначни пад Аварског каганата омогућио је да се појаве нови политички ентитети. Прва таква политичка јединица документована у писаним изворима је Њитранска кнежевина, један од темеља касније заједничке етничке свести. У овој фази историје још увек није могуће претпоставити заједнички идентитет свих предака Словака на суседним источним територијама, чак и ако су га насељавали блиско сродни Словени. Кнежевина Нитра је постала део Велике Моравске, заједничке државе Мораваца (чешки преци су били спојени само на неколико година). Релативно кратко постојање Велике Моравске спречило ју је да потисне разлике настале њеним стварањем из две одвојене целине, па стога није успео да се развије заједнички „словачко-моравски“ етнички идентитет. Рана политичка интеграција на територији данашње Словачке огледала се, међутим, у језичкој интеграцији. Док су дијалекти раних предака Словака били подељени на западнословенски (западна и источна Словачка) и незападнословенски (средња Словачка), између 8. и 9. века оба дијалекта су се спојила, постављајући тако темеље каснијег словачког језика.
Десети век је прекретница у словачкој етногенези. Пад Велике Мораве и даље политичке промене подржале су њихово формирање у посебну нацију. У исто време, изумирањем прасловенског језика, између 10. и 13. века словачки је еволуирао у самосталан језик (истовремено са другим словенским језицима). Рано постојање Краљевине Угарске позитивно је утицало на развој заједничке свести и дружења међу Словенима у северној Угарској, не само у границама данашње Словачке.  Јасна разлика између Словака и Мађара учинила је усвајање одређеног имена непотребним, а Словаци су сачували своје оригинално име (на латинском нпр. Славус ), који је коришћен и у комуникацији са другим словенским народима (Полон, Боем, Рутен). У политичком смислу, средњовековни Словаци су били део мултиетничке политичке нације Natio Hungarica, заједно са Мађарима (или тачније Мађарима), Славонцима, Немцима, Румунима и другим етничким групама у Краљевини Мађарској. Будући да се средњовековна политичка нација није састојала од обичних људи већ од племства, чланство у привилегованој класи било је неопходно за све ове народе (nobiles Hungary).
Десети век је прекретница у словачкој етногенези. Пад Велике Мораве и даље политичке промене подржале су њихово формирање у посебну нацију. У исто време, изумирањем прасловенског језика, између 10. и 13. века словачки је еволуирао у самосталан језик (истовремено са другим словенским језицима). Рано постојање Краљевине Угарске позитивно је утицало на развој заједничке свести и дружења међу Словенима у северној Угарској, не само у границама данашње Словачке.  Јасна разлика између Словака и Мађара учинила је усвајање одређеног имена непотребним, а Словаци су сачували своје оригинално име (на латинском нпр. Славус ), који је коришћен и у комуникацији са другим словенским народима (Полон, Боем, Рутен). У политичком смислу, средњовековни Словаци су били део мултиетничке политичке нације Natio Hungarica, заједно са Мађарима (или тачније Мађарима), Славонцима, Немцима, Румунима и другим етничким групама у Краљевини Мађарској. Будући да се средњовековна политичка нација није састојала од обичних људи већ од племства, чланство у привилегованој класи било је неопходно за све ове народе (nobiles Hungary).
Године 1876. мађарски лингвиста Пал Хунфалви објавио је теорију о недостатку континуитета између Словака и Словена пре доласка Мађара. Хунфалви је покушао да докаже да преци Словака нису живели на територији данашње Словачке пре доласка старих Мађара (Мађара), већ су Словаци настали касније од осталих Словена који су у Краљевину Угарску дошли из суседних земаља после 13. века. Јанош Карачоњи је претпоставио да су централна и северна Словачка биле ненасељене (1901) и у свом следећем делу „Наше историјско право на територијални интегритет наше земље“ (1921) тврдио је да су остатак првобитних Словена асимилирали Мађари и савремени Словаци су потомци досељеника из Горње Моравске и Одре (густина насељености на овим територијама је у то време била премала и велики број колониста који долазе са ових простора није био могућ  ). Теорију су тада злоупотребили међуратни мађарски ревизионисти, који су довели у питање континуитет, са циљем да подрже мађарске претензије на Словачку. Године 1982, када су већ били доступни богати археолошки докази који доказују супротно, сличну теорију објавио је мађарски историчар Ђерђ Ђерфи. Ђерфи је прихватио да мање групе Словена могу остати на територији Словачке, али је навео да је порекло Словака у оскудном насељењу разних словенских група ојачаних каснијом колонизацијом. Према Ференцу Маку, средњовековни Моравци нису преци Словака и већина словачког народа води порекло од каснијих словенских дошљака.
Супротна теорија, подржавајући претпостављену бившу заједничку прошлост чешке и словачке нације, чиме је такође легитимисала стварање уједињене чехословачке нације, добила је политичку подршку у међуратној Чехословачкој. Као и Карачоњи, чешки историчар Вацлав Халупецки претпоставио је да су северни и централни делови Словачке остали ненасељени до 13. века, а да су југозападни део насељавали Чеси. Ипак, 1946. године Цхалоупецкы је претпоставио да је словачка нација настала од суседних Словена и да је настала тек у 17. веку. Његову теорију о недостатку становништва у већем делу Словачке прекривеном шумама већ је Даниел Рапант научно оповргнуо (нпр. у O starý Liptov, 1934), а бројним археолошким налазима је доказано погрешном  и одбачена од стране Чехословачке. хистографија. Са друге стране, међуратни словачки аутономаши, супротстављајући се етничком чехословаштву, датовали су постојање словачке нације у доба Прибине (покуси да се документује постојање Словака у рано словенско доба, тј. у доба Самоовог царства, маргинални су и постоје изван модерне мејнстрим словачке историографије).
Након распада Чехословачке 1993. године, формирање независне Словачке мотивисало је интересовање за посебно словачки национални идентитет. Један од одраза овога било је одбацивање заједничког чехословачког националног идентитета у корист чисто словачког.

## Историја
Прве познате словенске државе на територији данашње Словачке биле су Самосво царство и Њитранска кнежевина, основане негде у 8. веку.
Велика Моравска (833 – ?907) је била словенска држава у 9. и раном 10. веку, чији су творци били преци Чеха и Словака. У то време су се десили важни догађаји, укључујући мисију византијских монаха Ћирила и Методија, развој глагољице (рани облик ћириличног писма ) и употребу старословенског као службеног и књижевног језика. Његово формирање и богато културно наслеђе изазивају нешто веће интересовање од 19. века.
Првобитна територија коју су насељавала словенска племена обухватала је не само данашњу Словачку, већ и делове данашње Пољске, југоисточне Моравске и приближно целу северну половину данашње Угарске.
Територија данашње Словачке била је подељена на два дела између Краљевине Угарске (под мађарском влашћу постепено од 907. до почетка 14. века) до Горње Угарске и Краљевске Угарске (под Хабзбурговцима од 1527. до 1848. године (видети и Мађарску револуцију од 1848) до формирања Чехословачке 1918. Међутим, према другим историчарима, од 895. до 902. године цео простор данашње Словачке ушао је у састав Угарске Кнежевине у успону, а век касније постао је (без градације) део Краљевине Угарске. Посебан ентитет под називом Нитранско погранично војводство, постојао је у то време у оквиру Краљевине Мађарске. Ово војводство је укинуто 1107. године. Територија коју су насељавали Словаци у данашњој Угарској постепено се смањивала.
Када је већи део Мађарске освојило Османско царство 1541. године (види Отоманска Мађарска), територија данашње Словачке постала је нови центар смањеног краљевства које је остало под мађарском, а касније и хабзбуршком влашћу, званично названом Краљевска Мађарска. Неки Хрвати су се населили око и у данашњој Братислави из сличних разлога. Такође, многи Немци су се населили у Краљевини Мађарској, посебно у градовима, као колонисти који траже посао те као рударски стручњаци од 13. до 15. века. Јевреји и Цигани такође су чинили значајну популацију на територији. Током тог периода, већи део данашње Словачке био је део хабзбуршке владавине, али је Османлија владала њеним јужним и југоисточним деловима.
Након што је Османско царство било принуђено да се повуче из данашње Мађарске око 1700. године, хиљаде Словака је постепено насељено у депопулисаним деловима обновљене Краљевине Мађарске (данашња Мађарска, Румунија, Србија и Хрватска) под Маријом Терезијом, и то тако су настале данашње словачке енклаве (попут Словака у Војводини, Словака у Мађарској) у овим земљама.
После Трансилваније, Горња Угарска (данашња Словачка) је вековима била најнапреднији део Краљевине Угарске, али у 19. веку, када је Будим / Пешта постала нова престоница краљевине, значај територије, као и пошто су остали делови у оквиру Краљевине пали, а многи Словаци су осиромашили. Као резултат тога, стотине хиљада Словака емигрирало је у Северну Америку, посебно крајем 19. и почетком 20. века (између оквирно 1880–1910), укупно најмање 1,5 милиона емиграната.
Словачка има веома богату народну културу. Део словачких обичаја и друштвених конвенција је заједнички са обичајима других народа бивше Хабзбуршке монархије (Краљевина Мађарска је била у персоналној унији са Хабзбуршком монархијом од 1867. до 1918. године).
Људи у Словачкој су већи део 20. века провели у оквиру Чехословачке, нове државе формиране после Првог светског рата. У то време су се десиле значајне реформе и индустријализација после Другог светског рата. Словачки је током овог периода био под јаким утицајем чешког.

## Култура
Уметност Словачке може се пратити до средњег века, када су настала нека од највећих ремек дела из историје земље. Значајне личности из овог периода су многи стари мајстори, међу њима и мајстор Павле од Левоча и мајстор МС. Више савремене уметности може се видети у сенци Коломана Сокола, Албина Бруновског, Мартина Бенке, Микулаша Галанде, Људовита Фуле. Јулиус Коллер и Станислав Филко, у 21. веку Роман Ондак, Блажеј Балаж. Најзначајнији словачки композитори су Еуген Сухон, Јан Цикер и Александар Мојзес, у 21. веку Владимир Годар и Петер Мацхајдик.
Најпознатија словачка имена се несумњиво могу приписати проналаску и технологији. Такви људи су Јозеф Мургаш, проналазач бежичне телеграфије; Јан Бахыл, Штефан Банич, проналазач савременог падобрана; Аурел Стодола, проналазач бионичке руке и пионир у термодинамици; и, у скорије време, Џон Допјера, отац модерних акустичних гудачких инструмената. Мађарски проналазачи Јозеф Пецвал и Стефан Једлик рођени су од словачких очева.
Словачка је позната и по својим полихисторима, међу којима су Павол Јозеф Шафарик, Матеј Бел, Јан Коллар, и политички револуционари, као што су Милан Растислав Штефаник и Александер Дубчек.
Постојале су две водеће личности које су кодификовале словачки језик. Први је био Антон Бернолак чији је концепт био заснован на дијалекту западне Словачке (1787). То је било доношење првог националног стандардног језика за Словаке. Други истакнути човек био је Лудовит Штур. Његово формирање словачког имало је принципе у дијалекту средње Словачке (1843).
Најпознатији словачки херој био је Јурај Јаношик (словачки еквивалент Робин Худу). Истакнути истраживач и дипломата Мориц Беновсцки, мађарски препис Бениовсзки такође је био Словак.
Што се тиче спорта, Словаци су вероватно најпознатији (у Северној Америци) по спортистима у хокеју на леду, посебно Стану Микити, Петеру Штастном, Петеру Бондру, Жигмунду Палфију, Маријану Хосу и Здену Шару. Здено Чара је тек други европски капитен у историји НХЛ- а који је довео свој тим до освајања Стенли купа, освојивши га са Бостон Бруинсима у сезони 2010–11.